# ألدن بي. دو
ألدن بي. دو (بالإنجليزية: Alden B. Dow) هو مهندس معماري أمريكي، ولد في 10 أبريل 1904 في ميدلاند في الولايات المتحدة، وتوفي في 20 أغسطس 1983.